# アリ・サブリー
アリ・サブリー（Mohamed Uvais Mohamed Ali Sabry, シンハラ語: මොහොමඩ් උවයිස් මොහොමඩ් අලි සබ්රි, タミル語: மோஹமட் உவைஸ் மோஹமட் அலி சப்ரி, 1970年5月1日 - ）は、スリランカの政治家。2022年7月から同国の外相を務めている。同年4月には財務大臣に就任し、5月9日までその職に留まった。スリランカ人民戦線所属。

## 生い立ち
西部州カルタラ県の県都カルタラでムスリムの家庭に生まれる。高校卒業後はスリランカ・ロー・カレッジに進学し、優秀な成績を収めた。また同国の法学生組合の事務総長、同組合会長を務めた。そして1995年には弁護士となった。

## 弁護士として
弁護士となってからは主に民事訴訟を担当し経験を積んだ。さらにサウジアラビアのジッダで領事を務め、国連人権委員会が主催する国際会議ではスリランカ代表として参加した。その後スリランカ弁護士会の財務局長となり、さらに2012年には史上最年少で大統領評議会の委員となった。
2019年の大統領選挙にゴーターバヤ・ラージャパクサが立候補する際、彼が米国籍を保有しているのではないかという訴訟があった。この際彼を弁護したのもサブリーである。

## 政界入り
2019年の大統領選挙ではラージャパクサ候補を支援し、彼の所属するムスリム・コミュニティに対する選挙運動を行った。
その翌年には政界で一定の存在感を発揮するようになり、スリランカ人民戦線（SLPP）に参加した。そして同党に協力するムスリム連合のリーダーに指名された。
2020年総選挙ではSLPPの全国比例候補として立候補し、当選を果たした。そして8月12日には司法大臣に就任した。
2022年3月に起きた反政府運動により4月4日には大統領と首相を除く全閣僚が解任された。しかし同日には彼は財務大臣に指名され、就任した。しかしその翌日には彼は辞任を表明。ただし彼の辞任は大統領に認められず、結果としてマヒンダ・ラージャパクサ首相が辞任を表明した5月9日まで財務大臣を務めた。その後7月21日にラニル・ウィクラマシンハが大統領に就任すると、翌日には外務大臣に指名され就任した。